# Raymond Ekevwo
Raymond Ekevwo (* 23. März 1999 in Ughelli) ist ein nigerianischer Leichtathlet, der sich auf den Sprint spezialisiert hat.

## Sportliche Laufbahn
Erste internationale Erfahrungen sammelte Raymond Ekevwo 2016 bei den U20-Weltmeisterschaften in Bydgoszcz, bei denen er mit der nigerianischen 4-mal-100-Meter-Staffel mit 40,39 s in der Vorrunde ausschied. 2019 nahm er erstmals an den Afrikaspielen in Rabat teil und siegte dort in 9,96 s im 100-Meter-Lauf und gewann mit der Staffel in 38,59 s die Silbermedaille hinter dem Team aus Ghana. Er qualifizierte sich damit auch für die Weltmeisterschaften in Doha und gelangte dort bis in das Halbfinale, in dem er mit 10,20 s ausschied. 2022 belegte er bei den Afrikameisterschaften in Port Louis in 10,03 s den vierten Platz über 100 Meter und wurde auch im Staffelbewerb in 39,98 s Vierter. Kurz darauf siegte er in 10,23 s bei den Paavo Nurmi Games über 100 Meter. Anschließend schied er bei den Weltmeisterschaften in Eugene mit 10,20 s im Halbfinale über 100 Meter aus und wurde mit der Staffel im Vorlauf disqualifiziert. Daraufhin schied er auch bei den Commonwealth Games in Birmingham mit 10,36 s im Semifinale aus und gewann im Staffelbewerb in 38,81 s gemeinsam mit Udodi Onwuzurike, Favour Ashe und Alaba Akintola die Bronzemedaille hinter den Teams aus England und Trinidad und Tobago.

## Persönliche Bestleistungen
- 100 Meter: 9,96 s (+1,6 m/s), 27. August 2019 in Rabat
  - 60 Meter (Halle): 6,53 s, 1. Februar 2020 in Fayetteville
- 200 Meter: 20,84 s (+1,4 m/s), 25. Mai 2019 in Jacksonville